# 圣贝纳迪诺-韦尔巴诺
圣贝纳迪诺-韦尔巴诺（義大利語：San Bernardino Verbano），是意大利皮埃蒙特大区韋爾巴諾-庫西奧-奧索拉省的一个市镇。总面积26平方公里，人口1360人，人口密度52.3人/平方公里（2009年）。ISTAT代码为103061。